# Linau
Linau ist eine Gemeinde im Kreis Herzogtum Lauenburg in Schleswig-Holstein.

## Geographie

### Lage
Das Gemeindegebiet von Linau erstreckt sich im südöstlichen Teilbereich des Naturraums Ostholsteinisches Seen- und Hügelland im Quellgebiet des Flusses Bille westlich von Mölln in ländlicher Umgebung.

### Ortschaften
Die Gemeinde besteht aus den ländlichen Ortschaften Bollweg, Diekkaten, Feilberg, Flachsröte, Linau, Linaubusch und Vogelfängerkaten.

## Geschichte
Im Jahre 1230 wurde die slawische Ortsgründung im Ratzeburger Zehntregister erstmals als Linowe erwähnt. Der Ortsname geht zurück auf altpolabisch *Linov und ist eine Bildung aus *lin „Schleie“ und dem Possessivsuffix -ov und bedeutet Siedlung bei den Schleien. Demnach ist Linau ein altes Fischerdorf. In den Jahren 1291 und 1349 wurde die einst bedeutende Burg Linau der Raubritter Scarpenbergh zerstört, Reste sind heute noch zu erkennen. Im Jahre 1471 verkaufte Volrad von Scharpenberg Schloss und Dorf endgültig an Herzog Johann IV. von Sachsen-Lauenburg. Bei der Bildung der Amtsbezirke 1889 gehörten die Gemeinde und das damalige Gut dem Amtsbezirk Koberg an. Nach dem Zweiten Weltkrieg kam die Gemeinde zunächst zum Amt Wentorf und nach dessen Auflösung zum Amt Sandesneben.

## Politik

### Gemeindevertretung
Bei der Kommunalwahl 2023 errang die CDU erneut alle 13 Sitze in der Gemeindevertretung. Die Wahlbeteiligung betrug 52,6 Prozent.

### Bürgermeister
Bürgermeister ist Kevin Spogis (CDU).

### Wappen
Blasonierung: „In Rot eine silberne Wellenleiste, begleitet oben von zwei übereinander gestellten silbernen Schleien, unten von einer schräglinks gestellten, viermal von Silber und Schwarz geteilten Pfeilspitze (Strahl).“

## Infrastruktur
Südlich des Ortes erstreckt sich das aufgeforstete Gebiet der Hahnheide.

## Bilder

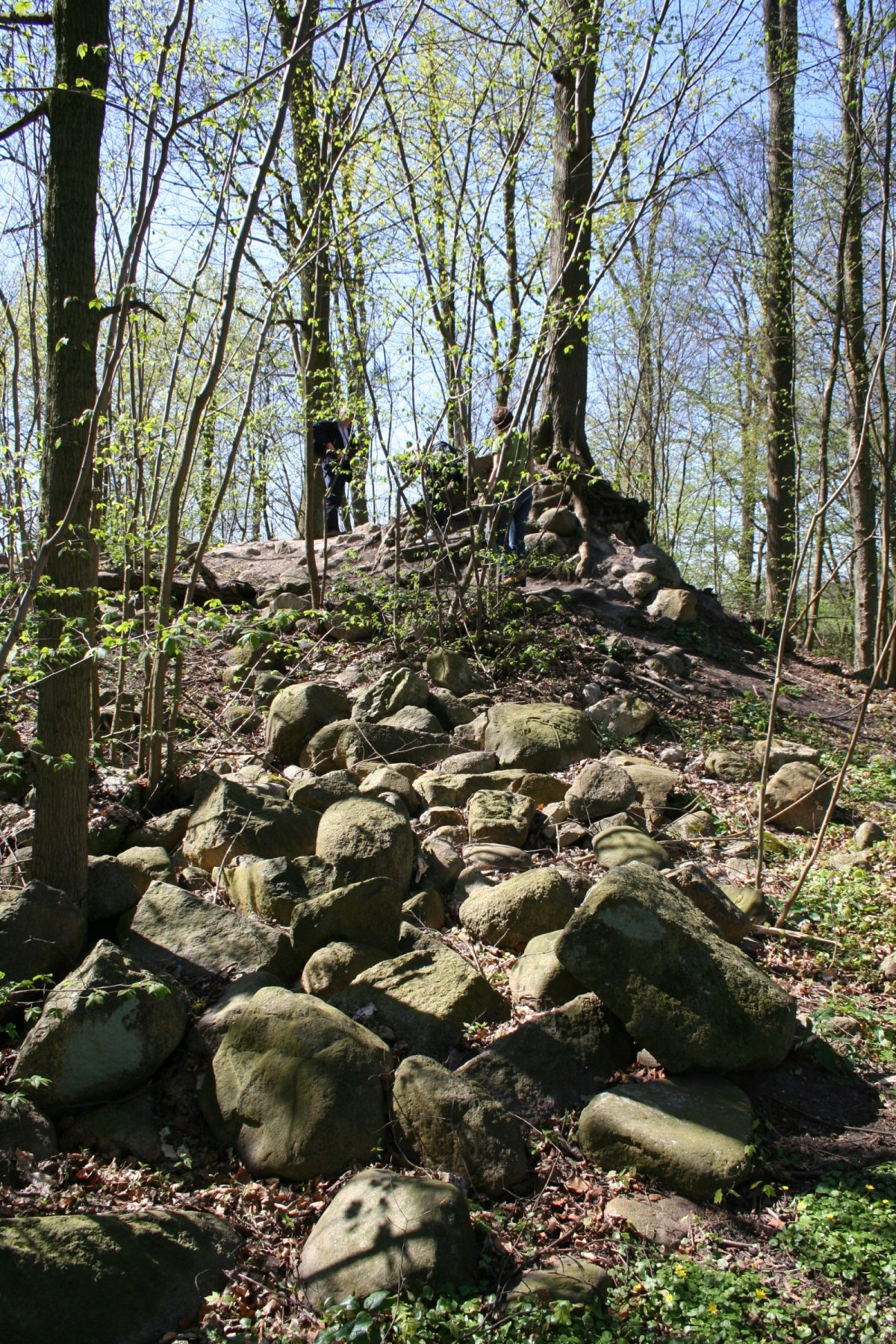
Überreste der Burg Linau
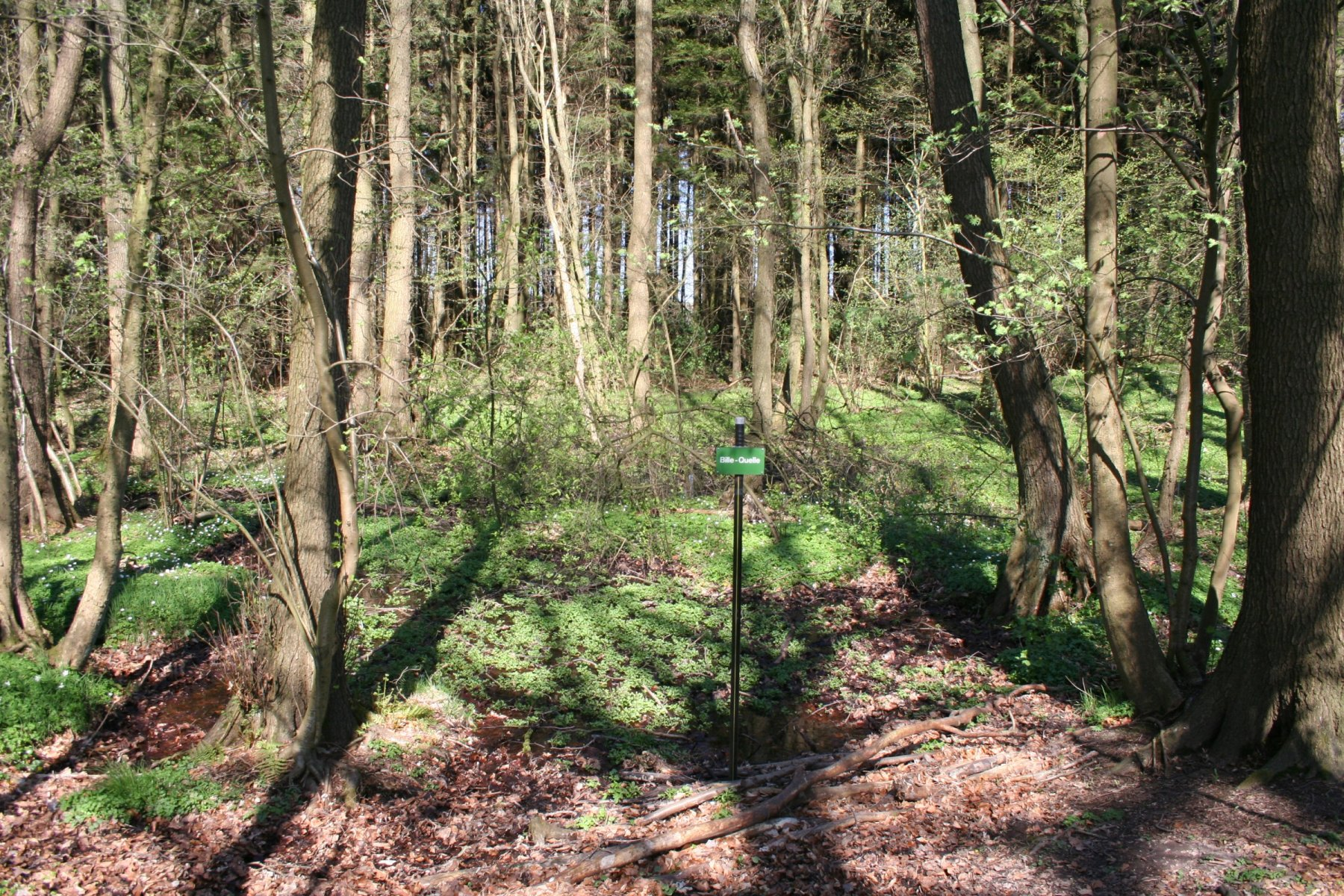
Billequelle bei Linau